# Torneo Finalización 2008 (Colombia)
El Torneo Finalización 2008 fue la sexagésima octava edición de la Categoría Primera A de fútbol profesional colombiano, siendo el segundo torneo de la temporada 2008. Comenzó el 19 de julio y finalizó el 21 de diciembre. El campeón fue América de Cali, equipo que obtuvo su decimotercer título a nivel local y el subcampeón fue el Independiente Medellín. Con este título, América de Cali tendría el honor de ser el equipo con más palmarés en el campeonato, junto con Millonarios hasta el año 2012. 

## Sistema de juego
En la primera etapa se juegan 18 fechas bajo el sistema de todos contra todos, al término de los cuales los ocho primeros clasificados avanzan a los cuadrangulares semifinales. Allí los ocho equipos se dividen en dos grupos (A, pares y B impares). Los ganadores de cada grupo se enfrentan en diciembre para decidir al campeón del torneo, que obtendrá un cupo en la fase de grupos de la Copa Libertadores 2009.

## Datos de los clubes
| Equipo                 | Ciudad       | Estadio                        | Aforo  |
| ---------------------- | ------------ | ------------------------------ | ------ |
| América de Cali        | Cali         | Olímpico Pascual Guerrero      | 45.195 |
| Atlético Bucaramanga   | Bucaramanga  | Alfonso López                  | 28.000 |
| Atlético Huila         | Neiva        | Guillermo Plazas Alcid         | 27.000 |
| Atlético Nacional      | Medellín     | Atanasio Girardot              | 53.000 |
| Boyacá Chicó           | Tunja        | La Independencia               | 20.000 |
| Cúcuta Deportivo       | Cúcuta       | General Santander              | 45.000 |
| Deportes Quindío       | Armenia      | Centenario                     | 29.000 |
| Deportes Tolima        | Ibagué       | Manuel Murillo Toro            | 31.000 |
| Deportivo Cali         | Cali         | Olímpico Pascual Guerrero      | 45.195 |
| Deportivo Pasto        | Pasto        | Departamental Libertad         | 27.380 |
| Deportivo Pereira      | Pereira      | Hernán Ramírez Villegas        | 30.313 |
| Envigado F. C.         | Envigado     | Polideportivo Sur              | 12.000 |
| Independiente Medellín | Medellín     | Atanasio Girardot              | 53.000 |
| Junior                 | Barranquilla | Metropolitano Roberto Meléndez | 60.000 |
| La Equidad             | Bogotá       | Metropolitano de Techo         | 4.000  |
| Millonarios            | Bogotá       | Nemesio Camacho El Campín      | 46.018 |
| Once Caldas            | Manizales    | Palogrande                     | 42.553 |
| Independiente Santa Fe | Bogotá       | Nemesio Camacho El Campín      | 46.018 |

## Todos contra todos

### Clasificación
- Actualizada el 16 de noviembre de 2008.

| Pos | Equipo                 | Pts | PJ | PG | PE | PP | GF | GC | Dif |
| --- | ---------------------- | --- | -- | -- | -- | -- | -- | -- | --- |
| 1.  | Deportes Tolima        | 33  | 18 | 10 | 3  | 5  | 22 | 16 | 6   |
| 2.  | Junior                 | 31  | 18 | 10 | 1  | 7  | 27 | 19 | 8   |
| 3.  | Atlético Nacional      | 30  | 18 | 9  | 3  | 6  | 20 | 19 | 1   |
| 4.  | América de Cali        | 29  | 18 | 8  | 5  | 5  | 25 | 17 | 8   |
| 5.  | Independiente Medellín | 29  | 18 | 9  | 2  | 7  | 24 | 19 | 5   |
| 6.  | Deportivo Pereira      | 29  | 18 | 8  | 5  | 5  | 23 | 20 | 3   |
| 7.  | La Equidad             | 29  | 18 | 8  | 5  | 5  | 18 | 16 | 2   |
| 8.  | Deportivo Cali         | 28  | 18 | 9  | 1  | 8  | 30 | 21 | 9   |
| 9.  | Millonarios            | 28  | 18 | 8  | 4  | 6  | 26 | 18 | 8   |
| 10. | Once Caldas            | 27  | 18 | 7  | 6  | 5  | 20 | 20 | 0   |
| 11. | Independiente Santa Fe | 26  | 18 | 7  | 5  | 6  | 18 | 15 | 3   |
| 12. | Envigado F.C.          | 21  | 18 | 5  | 6  | 7  | 19 | 19 | 0   |
| 13. | Deportes Quindío       | 21  | 18 | 5  | 6  | 7  | 16 | 22 | -6  |
| 14. | Boyacá Chicó           | 20  | 18 | 6  | 2  | 10 | 17 | 24 | -7  |
| 15. | Atlético Bucaramanga   | 20  | 18 | 4  | 8  | 6  | 13 | 23 | -10 |
| 16. | Deportivo Pasto        | 16  | 18 | 3  | 7  | 8  | 9  | 17 | -8  |
| 17. | Atlético Huila         | 15  | 18 | 3  | 6  | 9  | 17 | 26 | -9  |
| 18. | Cúcuta Deportivo       | 15  | 18 | 4  | 3  | 11 | 9  | 22 | -13 |

 Pts=Puntos; PJ=Partidos jugados; G=Partidos ganados; E=Partidos empatados; P=Partidos perdidos; GF=Goles a favor; GC=Goles en contra; DIF=Diferencia de gol
|  | Clasificado para los cuadrangulares semifinales.  |
|  | Eliminado.                                        |
|  | Descendido a la Categoría Primera B por promedio. |

#### Evolución de las posiciones
| Deportes Tolima        | 4  | 1  | 1  | 5  | 4  | 2  | 1  | 1  | 1  | 1  | 1  | 1  | 1  | 1  | 1  | 1  | 1  | 1  |
| Junior                 | 14 | 6  | 14 | 7  | 5  | 3  | 4  | 2  | 2  | 3  | 3  | 6  | 8  | 6  | 8  | 7  | 4  | 2  |
| Atlético Nacional      | 18 | 14 | 13 | 16 | 8  | 10 | 12 | 8  | 10 | 12 | 14 | 12 | 11 | 7  | 10 | 9  | 5  | 3  |
| América de Cali        | 12 | 5  | 15 | 13 | 13 | 8  | 10 | 14 | 7  | 9  | 9  | 9  | 7  | 10 | 9  | 6  | 6  | 4  |
| Independiente Medellín | 16 | 18 | 16 | 17 | 18 | 18 | 16 | 17 | 16 | 11 | 11 | 10 | 6  | 8  | 4  | 2  | 2  | 5  |
| Deportivo Pereira      | 10 | 2  | 12 | 12 | 15 | 9  | 13 | 7  | 8  | 6  | 5  | 3  | 4  | 5  | 7  | 4  | 9  | 6  |
| La Equidad             | 9  | 17 | 17 | 18 | 11 | 15 | 11 | 15 | 17 | 17 | 12 | 14 | 12 | 9  | 6  | 3  | 8  | 7  |
| Deportivo Cali         | 13 | 7  | 2  | 6  | 9  | 11 | 7  | 9  | 11 | 8  | 7  | 5  | 2  | 2  | 2  | 5  | 3  | 8  |
| Millonarios            | 7  | 8  | 3  | 1  | 1  | 4  | 2  | 4  | 4  | 5  | 8  | 4  | 5  | 3  | 3  | 8  | 10 | 9  |
| Once Caldas            | 3  | 12 | 4  | 4  | 3  | 5  | 5  | 5  | 5  | 7  | 6  | 8  | 13 | 13 | 11 | 11 | 11 | 10 |
| Santa Fe               | 1  | 4  | 7  | 3  | 2  | 1  | 3  | 3  | 3  | 2  | 2  | 2  | 3  | 4  | 5  | 10 | 7  | 11 |
| Envigado               | 8  | 15 | 5  | 2  | 6  | 7  | 8  | 12 | 13 | 14 | 15 | 13 | 14 | 15 | 13 | 14 | 12 | 12 |
| Deportes Quindío       | 11 | 3  | 6  | 8  | 10 | 13 | 9  | 10 | 12 | 13 | 13 | 11 | 9  | 11 | 14 | 15 | 15 | 13 |
| Boyacá Chicó           | 6  | 9  | 8  | 14 | 16 | 16 | 15 | 16 | 9  | 15 | 16 | 17 | 17 | 14 | 12 | 12 | 13 | 14 |
| Atlético Bucaramanga   | 5  | 13 | 11 | 11 | 7  | 6  | 6  | 6  | 6  | 4  | 4  | 7  | 10 | 12 | 15 | 13 | 14 | 15 |
| Deportivo Pasto        | 17 | 11 | 10 | 10 | 14 | 14 | 17 | 13 | 14 | 10 | 10 | 15 | 16 | 17 | 17 | 17 | 16 | 16 |
| Atlético Huila         | 2  | 10 | 9  | 9  | 12 | 12 | 14 | 11 | 15 | 16 | 17 | 16 | 15 | 16 | 16 | 16 | 17 | 17 |
| Cúcuta Deportivo       | 15 | 16 | 18 | 15 | 17 | 17 | 18 | 18 | 18 | 18 | 18 | 18 | 18 | 18 | 18 | 18 | 18 | 18 |

### Resultados
| Fecha 1 - 19 y 20 de julio de 2008 | Fecha 1 - 19 y 20 de julio de 2008 | Fecha 1 - 19 y 20 de julio de 2008 | Fecha 1 - 19 y 20 de julio de 2008 |
| Fecha                              | Equipo local                       | Resultado                          | Equipo visitante                   |
| ---------------------------------- | ---------------------------------- | ---------------------------------- | ---------------------------------- |
| 19 de julio                        | Envigado                           | 1 - 1                              | Pereira                            |
| 19 de julio                        | Huila                              | 2 - 1                              | América de Cali                    |
| 19 de julio                        | Medellín                           | 0 - 1                              | Millonarios                        |
| 19 de julio                        | Santa Fe                           | 5 - 0                              | Atlético Nacional                  |
| 19 de julio                        | Bucaramanga                        | 1 - 0                              | Cúcuta                             |
| 20 de julio                        | La Equidad                         | 1 - 1                              | Quindío                            |
| 20 de julio                        | Boyacá Chicó                       | 1 - 0                              | Pasto                              |
| 20 de julio                        | Deportivo Cali                     | 1 - 2                              | Tolima                             |
| 20 de julio                        | Once Caldas                        | 2 - 1                              | Junior                             |

| Fecha 2 - 25 al 27 de julio de 2008 | Fecha 2 - 25 al 27 de julio de 2008 | Fecha 2 - 25 al 27 de julio de 2008 | Fecha 2 - 25 al 27 de julio de 2008 |
| Fecha                               | Equipo local                        | Resultado                           | Equipo visitante                    |
| ----------------------------------- | ----------------------------------- | ----------------------------------- | ----------------------------------- |
| 25 de julio                         | Quindío                             | 2 - 1                               | Boyacá Chicó                        |
| 26 de julio                         | Millonarios                         | 2 - 3                               | Deportivo Cali                      |
| 26 de julio                         | Pereira                             | 3 - 1                               | Medellín                            |
| 27 de julio                         | Atlético Nacional                   | 2 - 0                               | Once Caldas                         |
| 27 de julio                         | Cúcuta                              | 2 - 2                               | Envigado                            |
| 27 de julio                         | Pasto                               | 1 - 0                               | Huila                               |
| 27 de julio                         | Junior                              | 2- 0                                | Bucaramanga                         |
| 27 de julio                         | Tolima                              | 1 - 0                               | La Equidad                          |
| 27 de julio                         | América de Cali                     | 2 - 0                               | Santa Fe                            |

| Fecha 3 - 2 y 3 de agosto de 2008 | Fecha 3 - 2 y 3 de agosto de 2008 | Fecha 3 - 2 y 3 de agosto de 2008 | Fecha 3 - 2 y 3 de agosto de 2008 |
| Fecha                             | Equipo local                      | Resultado                         | Equipo visitante                  |
| --------------------------------- | --------------------------------- | --------------------------------- | --------------------------------- |
| 2 de agosto                       | Quindío                           | 0 - 0                             | Tolima                            |
| 2 de agosto                       | Huila                             | 1 - 1                             | Boyacá Chicó                      |
| 2 de agosto                       | Deportivo Cali                    | 5 - 0                             | Pereira                           |
| 3 de agosto                       | La Equidad                        | 2 - 3                             | Millonarios                       |
| 3 de agosto                       | Medellín                          | 1 - 0                             | Cúcuta                            |
| 3 de agosto                       | Envigado                          | 1 - 0                             | Junior                            |
| 3 de agosto                       | Bucaramanga                       | 1 - 1                             | Atlético Nacional                 |
| 3 de agosto                       | Santa Fe                          | 0 - 0                             | Pasto                             |
| 3 de agosto                       | Once Caldas                       | 2 - 0                             | América de Cali                   |

| Fecha 4 - 9 y 10 de agosto de 2008 | Fecha 4 - 9 y 10 de agosto de 2008 | Fecha 4 - 9 y 10 de agosto de 2008 | Fecha 4 - 9 y 10 de agosto de 2008 |
| Fecha                              | Equipo local                       | Resultado                          | Equipo visitante                   |
| ---------------------------------- | ---------------------------------- | ---------------------------------- | ---------------------------------- |
| 9 de agosto                        | Pasto                              | 0 - 0                              | Once Caldas                        |
| 9 de agosto                        | Huila                              | 2 - 2                              | Quindío                            |
| 9 de agosto                        | Millonarios                        | 3 - 1                              | Tolima                             |
| 10 de agosto                       | América de Cali                    | 1 - 1                              | Bucaramanga                        |
| 10 de agosto                       | Atlético Nacional                  | 1 - 2                              | Envigado                           |
| 10 de agosto                       | Junior                             | 2 - 1                              | Medellín                           |
| 10 de agosto                       | Cúcuta                             | 2 - 1                              | Deportivo Cali                     |
| 10 de agosto                       | Pereira                            | 1 - 1                              | La Equidad                         |
| 10 de agosto                       | Boyacá Chicó                       | 1 - 2                              | Santa Fe                           |

| Fecha 5 - 16 y 17 de agosto de 2008 | Fecha 5 - 16 y 17 de agosto de 2008 | Fecha 5 - 16 y 17 de agosto de 2008 | Fecha 5 - 16 y 17 de agosto de 2008 |
| Fecha                               | Equipo local                        | Resultado                           | Equipo visitante                    |
| ----------------------------------- | ----------------------------------- | ----------------------------------- | ----------------------------------- |
| 16 de agosto                        | Once Caldas                         | 1 - 0                               | Boyacá Chicó                        |
| 16 de agosto                        | Quindío                             | 1 - 2                               | Millonarios                         |
| 16 de agosto                        | Medellín                            | 0 - 1                               | Atlético Nacional                   |
| 17 de agosto                        | Deportivo Cali                      | 1 - 2                               | Junior                              |
| 17 de agosto                        | Tolima                              | 1 - 0                               | Pereira                             |
| 17 de agosto                        | La Equidad                          | 2 - 0                               | Cúcuta                              |
| 17 de agosto                        | Bucaramanga                         | 1 - 0                               | Pasto                               |
| 17 de agosto                        | Envigado                            | 0 - 0                               | América de Cali                     |
| 17 de agosto                        | Santa Fe                            | 1 - 0                               | Huila                               |

| Fecha 6 - 22 al 24 de agosto de 2008 | Fecha 6 - 22 al 24 de agosto de 2008 | Fecha 6 - 22 al 24 de agosto de 2008 | Fecha 6 - 22 al 24 de agosto de 2008 |
| Fecha                                | Equipo local                         | Marcador                             | Equipo visitante                     |
| ------------------------------------ | ------------------------------------ | ------------------------------------ | ------------------------------------ |
| 22 de agosto                         | América de Cali                      | 1 - 0                                | Medellín                             |
| 23 de agosto                         | Atlético Nacional                    | 1 - 1                                | Deportivo Cali                       |
| 23 de agosto                         | Boyacá Chicó                         | 1 - 2                                | Bucaramanga                          |
| 24 de agosto                         | Huila                                | 3 - 3                                | Once Caldas                          |
| 24 de agosto                         | Santa Fe                             | 3 - 2                                | Quindío                              |
| 24 de agosto                         | Pasto                                | 1 - 1                                | Envigado                             |
| 24 de agosto                         | Junior                               | 4 - 0                                | La Equidad                           |
| 24 de agosto                         | Cúcuta                               | 1 - 2                                | Tolima                               |
| 24 de agosto                         | Pereira                              | 3 - 2                                | Millonarios                          |

| Fecha 7 - 30 y 31 de agosto de 2008 | Fecha 7 - 30 y 31 de agosto de 2008 | Fecha 7 - 30 y 31 de agosto de 2008 | Fecha 7 - 30 y 31 de agosto de 2008 |
| Fecha                               | Equipo local                        | Resultado                           | Equipo visitante                    |
| ----------------------------------- | ----------------------------------- | ----------------------------------- | ----------------------------------- |
| 30 de agosto                        | La Equidad                          | 1 - 0                               | Atlético Nacional                   |
| 30 de agosto                        | Deportivo Cali                      | 2 - 0                               | América de Cali                     |
| 30 de agosto                        | Millonarios                         | 3 - 0                               | Cúcuta                              |
| 31 de agosto                        | Once Caldas                         | 0 - 0                               | Santa Fe                            |
| 31 de agosto                        | Medellín                            | 3 - 1                               | Pasto                               |
| 31 de agosto                        | Bucaramanga                         | 1 - 1                               | Huila                               |
| 31 de agosto                        | Envigado                            | 1 - 2                               | Boyacá Chicó                        |
| 31 de agosto                        | Quindío                             | 2 - 0                               | Pereira                             |
| 31 de agosto                        | Tolima                              | 2 - 1                               | Junior                              |

| Fecha 8 - 12 al 14 de septiembre de 2008 | Fecha 8 - 12 al 14 de septiembre de 2008 | Fecha 8 - 12 al 14 de septiembre de 2008 | Fecha 8 - 12 al 14 de septiembre de 2008 |
| Fecha                                    | Equipo local                             | Marcador                                 | Equipo visitante                         |
| ---------------------------------------- | ---------------------------------------- | ---------------------------------------- | ---------------------------------------- |
| 12 de septiembre                         | Pasto                                    | 2 - 0                                    | Deportivo Cali                           |
| 13 de septiembre                         | Junior                                   | 1 - 0                                    | Millonarios                              |
| 13 de septiembre                         | América de Cali                          | 1 - 1                                    | La Equidad                               |
| 14 de septiembre                         | Atlético Nacional                        | 2 - 1                                    | Tolima                                   |
| 14 de septiembre                         | Once Caldas                              | 1 - 1                                    | Quindío                                  |
| 14 de septiembre                         | Huila                                    | 1 - 0                                    | Envigado                                 |
| 14 de septiembre                         | Cúcuta                                   | 0 - 2                                    | Pereira                                  |
| 14 de septiembre                         | Santa Fe                                 | 0 - 0                                    | Bucaramanga                              |
| 14 de septiembre                         | Boyacá Chicó                             | 1 - 1                                    | Medellín                                 |

| Fecha 9 - 19 al 21 de septiembre de 2008 | Fecha 9 - 19 al 21 de septiembre de 2008 | Fecha 9 - 19 al 21 de septiembre de 2008 | Fecha 9 - 19 al 21 de septiembre de 2008 |
| Fecha                                    | Equipo local                             | Resultado                                | Equipo visitante                         |
| ---------------------------------------- | ---------------------------------------- | ---------------------------------------- | ---------------------------------------- |
| 19 de septiembre                         | Tolima                                   | 3 - 1                                    | Huila                                    |
| 20 de septiembre                         | Millonarios                              | 0 - 1                                    | Santa Fe                                 |
| 20 de septiembre                         | América de Cali                          | 4 - 1                                    | Deportivo Cali                           |
| 21 de septiembre                         | Atlético Nacional                        | 1 - 2                                    | Medellín                                 |
| 21 de septiembre                         | Boyacá Chicó                             | 1 - 0                                    | Quindío                                  |
| 21 de septiembre                         | Cúcuta                                   | 0 - 0                                    | Bucaramanga                              |
| 21 de septiembre                         | Junior                                   | 1 - 0                                    | Envigado                                 |
| 21 de septiembre                         | Pasto                                    | 0 - 0                                    | La Equidad                               |
| 21 de septiembre                         | Pereira                                  | 1 - 1                                    | Once Caldas                              |

| Fecha 10 - 24 y 25 de septiembre de 2008 | Fecha 10 - 24 y 25 de septiembre de 2008 | Fecha 10 - 24 y 25 de septiembre de 2008 | Fecha 10 - 24 y 25 de septiembre de 2008 |
| Fecha                                    | Equipo local                             | Marcador                                 | Equipo visitante                         |
| ---------------------------------------- | ---------------------------------------- | ---------------------------------------- | ---------------------------------------- |
| 24 de septiembre                         | La Equidad                               | 0 - 1                                    | Pasto                                    |
| 24 de septiembre                         | Pereira                                  | 2 - 1                                    | Junior                                   |
| 24 de septiembre                         | Medellín                                 | 1 - 0                                    | Huila                                    |
| 24 de septiembre                         | Envigado                                 | 0 - 0                                    | Santa Fe                                 |
| 24 de septiembre                         | Bucaramanga                              | 3 - 1                                    | Once Caldas                              |
| 24 de septiembre                         | Quindío                                  | 0 - 0                                    | Cúcuta                                   |
| 24 de septiembre                         | Tolima                                   | 0 - 0                                    | América de Cali                          |
| 24 de septiembre                         | Millonarios                              | 0 - 0                                    | Atlético Nacional                        |
| 25 de septiembre                         | Deportivo Cali                           | 4 - 0                                    | Boyacá Chicó                             |

| Fecha 11 - 27 y 28 de septiembre de 2008 | Fecha 11 - 27 y 28 de septiembre de 2008 | Fecha 11 - 27 y 28 de septiembre de 2008 | Fecha 11 - 27 y 28 de septiembre de 2008 |
| Fecha                                    | Equipo local                             | Resultado                                | Equipo visitante                         |
| ---------------------------------------- | ---------------------------------------- | ---------------------------------------- | ---------------------------------------- |
| 27 de septiembre                         | Santa Fe                                 | 1 - 0                                    | Medellín                                 |
| 27 de septiembre                         | Junior                                   | 0 - 1                                    | Cúcuta                                   |
| 28 de septiembre                         | Bucaramanga                              | 0 - 0                                    | Quindío                                  |
| 28 de septiembre                         | Atlético Nacional                        | 0 - 1                                    | Pereira                                  |
| 28 de septiembre                         | Once Caldas                              | 2 - 1                                    | Envigado                                 |
| 28 de septiembre                         | Pasto                                    | 1 - 2                                    | Tolima                                   |
| 28 de septiembre                         | Boyacá Chicó                             | 0 - 1                                    | La Equidad                               |
| 28 de septiembre                         | Huila                                    | 0 - 1                                    | Deportivo Cali                           |
| 28 de septiembre                         | América de Cali                          | 1 - 0                                    | Millonarios                              |

| Fecha 12 - 5 de octubre de 2008 | Fecha 12 - 5 de octubre de 2008 | Fecha 12 - 5 de octubre de 2008 | Fecha 12 - 5 de octubre de 2008 |
| Fecha                           | Equipo local                    | Resultado                       | Equipo visitante                |
| ------------------------------- | ------------------------------- | ------------------------------- | ------------------------------- |
| 5 de octubre                    | Quindío                         | 2 - 1                           | Junior                          |
| 5 de octubre                    | Cúcuta                          | 0 - 1                           | Atlético Nacional               |
| 5 de octubre                    | Pereira                         | 2 - 1                           | América de Cali                 |
| 5 de octubre                    | Millonarios                     | 4 - 0                           | Pasto                           |
| 5 de octubre                    | Tolima                          | 1 - 0                           | Boyacá Chicó                    |
| 5 de octubre                    | La Equidad                      | 2 - 2                           | Huila                           |
| 5 de octubre                    | Deportivo Cali                  | 1 - 0                           | Santa Fe                        |
| 5 de octubre                    | Medellín                        | 3 - 2                           | Once Caldas                     |
| 5 de octubre                    | Envigado                        | 4 - 1                           | Bucaramanga                     |

| Fecha 13 - 17, 18 y 19 de octubre de 2008 | Fecha 13 - 17, 18 y 19 de octubre de 2008 | Fecha 13 - 17, 18 y 19 de octubre de 2008 | Fecha 13 - 17, 18 y 19 de octubre de 2008 |
| Fecha                                     | Equipo local                              | Resultado                                 | Equipo visitante                          |
| ----------------------------------------- | ----------------------------------------- | ----------------------------------------- | ----------------------------------------- |
| 17 de octubre                             | Bucaramanga                               | 1 - 4                                     | Medellín                                  |
| 18 de octubre                             | Once Caldas                               | 1 - 4                                     | Deportivo Cali                            |
| 18 de octubre                             | Santa Fe                                  | 0 - 1                                     | La Equidad                                |
| 19 de octubre                             | Envigado                                  | 1 - 2                                     | Quindío                                   |
| 19 de octubre                             | Huila                                     | 3 - 2                                     | Tolima                                    |
| 19 de octubre                             | Pasto                                     | 0 - 0                                     | Pereira                                   |
| 19 de octubre                             | Atlético Nacional                         | 2 - 1                                     | Junior                                    |
| 19 de octubre                             | América de Cali                           | 1 - 0                                     | Cúcuta                                    |
| 19 de octubre                             | Boyacá Chicó                              | 2 - 1                                     | Millonarios                               |

| Fecha 14 - 22 al 23 de octubre de 2008 | Fecha 14 - 22 al 23 de octubre de 2008 | Fecha 14 - 22 al 23 de octubre de 2008 | Fecha 14 - 22 al 23 de octubre de 2008 |
| Fecha                                  | Equipo local                           | Resultado                              | Equipo visitante                       |
| -------------------------------------- | -------------------------------------- | -------------------------------------- | -------------------------------------- |
| 22 de octubre                          | Junior                                 | 4 - 3                                  | América de Cali                        |
| 22 de octubre                          | Millonarios                            | 1 - 0                                  | Huila                                  |
| 22 de octubre                          | Pereira                                | 1 - 2                                  | Boyacá Chicó                           |
| 22 de octubre                          | Cúcuta                                 | 1 - 0                                  | Pasto                                  |
| 22 de octubre                          | Tolima                                 | 2 - 0                                  | Santa Fe                               |
| 22 de octubre                          | La Equidad                             | 1 - 0                                  | Once Caldas                            |
| 22 de octubre                          | Deportivo Cali                         | 3 - 0                                  | Bucaramanga                            |
| 22 de octubre                          | Medellín                               | 1 - 1                                  | Envigado                               |
| 23 de octubre                          | Quindío                                | 0 - 3                                  | Atlético Nacional                      |

| Fecha 15 - 25 y 26 de octubre de 2008 | Fecha 15 - 25 y 26 de octubre de 2008 | Fecha 15 - 25 y 26 de octubre de 2008 | Fecha 15 - 25 y 26 de octubre de 2008 |
| Fecha                                 | Equipo local                          | Resultado                             | Equipo visitante                      |
| ------------------------------------- | ------------------------------------- | ------------------------------------- | ------------------------------------- |
| 25 de octubre                         | Envigado                              | 2 - 0                                 | Deportivo Cali                        |
| 25 de octubre                         | Santa Fe                              | 1 - 1                                 | Millonarios                           |
| 26 de octubre                         | Medellín                              | 2 - 0                                 | Quíndío                               |
| 26 de octubre                         | Bucaramanga                           | 0 - 1                                 | La Equidad                            |
| 26 de octubre                         | Once Caldas                           | 2 - 0                                 | Tolima                                |
| 26 de octubre                         | Boyacá Chicó                          | 2 - 0                                 | Cúcuta                                |
| 26 de octubre                         | Pasto                                 | 1 - 1                                 | Junior                                |
| 26 de octubre                         | América de Cali                       | 3 - 0                                 | Atlético Nacional                     |
| 26 de octubre                         | Huila                                 | 1 - 1                                 | Pereira                               |

| Fecha 16 - 31 de octubre,1 y 2 de noviembre de 2008 | Fecha 16 - 31 de octubre,1 y 2 de noviembre de 2008 | Fecha 16 - 31 de octubre,1 y 2 de noviembre de 2008 | Fecha 16 - 31 de octubre,1 y 2 de noviembre de 2008 |
| Fecha                                               | Equipo local                                        | Resultado                                           | Equipo visitante                                    |
| --------------------------------------------------- | --------------------------------------------------- | --------------------------------------------------- | --------------------------------------------------- |
| 31 de octubre                                       | Atlético Nacional                                   | 2 - 1                                               | Pasto                                               |
| 1 de noviembre                                      | Deportivo Cali                                      | 0 - 2                                               | Medellín                                            |
| 1 de noviembre                                      | Quindío                                             | 0 - 2                                               | América de Cali                                     |
| 2 de noviembre                                      | Junior                                              | 1 - 0                                               | Boyacá Chicó                                        |
| 2 de noviembre                                      | Tolima                                              | 0 - 0                                               | Bucaramanga                                         |
| 2 de noviembre                                      | Cúcuta                                              | 2 - 0                                               | Huila                                               |
| 2 de noviembre                                      | Millonarios                                         | 0 - 0                                               | Once Caldas                                         |
| 2 de noviembre                                      | Pereira                                             | 2 - 0                                               | Santa Fe                                            |
| 3 de noviembre                                      | La Equidad                                          | 2 - 0                                               | Envigado                                            |

| Fecha 17 - 8 y 9 de noviembre de 2008 | Fecha 17 - 8 y 9 de noviembre de 2008 | Fecha 17 - 8 y 9 de noviembre de 2008 | Fecha 17 - 8 y 9 de noviembre de 2008 |
| Fecha                                 | Equipo local                          | Resultado                             | Equipo visitante                      |
| ------------------------------------- | ------------------------------------- | ------------------------------------- | ------------------------------------- |
| 8 de noviembre                        | Boyacá Chicó                          | 0 - 1                                 | Atlético Nacional                     |
| 9 de noviembre                        | Santa Fe                              | 3 - 0                                 | Cúcuta                                |
| 9 de noviembre                        | Medellín                              | 2 - 1                                 | La Equidad                            |
| 9 de noviembre                        | Bucaramanga                           | 1 - 1                                 | Millonarios                           |
| 9 de noviembre                        | Once Caldas                           | 1 - 0                                 | Pereira                               |
| 9 de noviembre                        | Huila                                 | 0 - 1                                 | Junior                                |
| 9 de noviembre                        | Pasto                                 | 0 - 0                                 | América de Cali                       |
| 9 de noviembre                        | Envigado                              | 1 - 0                                 | Tolima                                |
| 9 de noviembre                        | Deportivo Cali                        | 2 - 0                                 | Quindío                               |

| Fecha 18 - 15 y 16 de noviembre de 2008 | Fecha 18 - 15 y 16 de noviembre de 2008 | Fecha 18 - 15 y 16 de noviembre de 2008 | Fecha 18 - 15 y 16 de noviembre de 2008 |
| Fecha                                   | Equipo local                            | Resultado                               | Equipo visitante                        |
| --------------------------------------- | --------------------------------------- | --------------------------------------- | --------------------------------------- |
| 15 de noviembre                         | Tolima                                  | 2 - 0                                   | Medellín                                |
| 16 de noviembre                         | Atlético Nacional                       | 2 - 0                                   | Huila                                   |
| 16 de noviembre                         | Quindío                                 | 1 - 0                                   | Pasto                                   |
| 16 de noviembre                         | América de Cali                         | 4 - 2                                   | Boyacá Chicó                            |
| 16 de noviembre                         | Junior                                  | 3 - 1                                   | Santa Fe                                |
| 16 de noviembre                         | Cúcuta                                  | 0 - 1                                   | Once Caldas                             |
| 16 de noviembre                         | Millonarios                             | 2 - 1                                   | Envigado                                |
| 16 de noviembre                         | Pereira                                 | 3 - 0                                   | Bucaramanga                             |
| 16 de noviembre                         | La Equidad                              | 1 - 0                                   | Deportivo Cali                          |

## Cuadrangulares semifinales
La segunda fase del Torneo Finalización 2008 consiste en los cuadrangulares semifinales. Estos los disputan los ocho mejores equipos del torneo distribuidos en dos grupos de cuatro equipos divididos en pares e impares. Los ganadores de cada grupo se enfrentan en la gran final para definir al campeón.

### Grupo A
| R   | Pos | Equipo                 | Pts | PJ | PG | PE | PP | GF | GC | Dif |
| --- | --- | ---------------------- | --- | -- | -- | -- | -- | -- | -- | --- |
| (5) | 1.  | Independiente Medellín | 11  | 6  | 3  | 2  | 1  | 8  | 8  | 0   |
| (1) | 2.  | Deportes Tolima        | 10  | 6  | 3  | 1  | 2  | 11 | 9  | 2   |
| (7) | 3.  | La Equidad             | 7   | 6  | 2  | 1  | 3  | 10 | 8  | 2   |
| (3) | 4.  | Atlético Nacional      | 4   | 6  | 0  | 4  | 2  | 4  | 8  | -4  |

 R=Clasificación en la fase de todos contra todos; Pts=Puntos; PJ=Partidos jugados; G=Partidos ganados; E=Partidos empatados; P=Partidos perdidos; GF=Goles a favor; GC=Goles en contra; DIF=Diferencia de gol
| Fecha 1 - 22 y 23 de noviembre de 2008 | Fecha 1 - 22 y 23 de noviembre de 2008 | Fecha 1 - 22 y 23 de noviembre de 2008 | Fecha 1 - 22 y 23 de noviembre de 2008 |
| Fecha                                  | Equipo local                           | Resultado                              | Equipo visitante                       |
| -------------------------------------- | -------------------------------------- | -------------------------------------- | -------------------------------------- |
| 22 de noviembre                        | Medellín                               | 2 - 1                                  | Tolima                                 |
| 23 de noviembre                        | La Equidad                             | 0 - 0                                  | Atlético Nacional                      |

| Fecha 2 - 27 de noviembre de 2008 | Fecha 2 - 27 de noviembre de 2008 | Fecha 2 - 27 de noviembre de 2008 | Fecha 2 - 27 de noviembre de 2008 |
| Fecha                             | Equipo local                      | Resultado                         | Equipo visitante                  |
| --------------------------------- | --------------------------------- | --------------------------------- | --------------------------------- |
| 27 de noviembre                   | Atlético Nacional                 | 1 - 1                             | Medellín                          |
| 27 de noviembre                   | Tolima                            | 2 - 1                             | La Equidad                        |

| Fecha 3 - 30 de noviembre de 2008 | Fecha 3 - 30 de noviembre de 2008 | Fecha 3 - 30 de noviembre de 2008 | Fecha 3 - 30 de noviembre de 2008 |
| Fecha                             | Equipo local                      | Resultado                         | Equipo visitante                  |
| --------------------------------- | --------------------------------- | --------------------------------- | --------------------------------- |
| 30 de noviembre                   | La Equidad                        | 2 - 3                             | Medellín                          |
| 30 de noviembre                   | Atlético Nacional                 | 1 - 1                             | Tolima                            |

| Fecha 4 - 7 de diciembre de 2008 | Fecha 4 - 7 de diciembre de 2008 | Fecha 4 - 7 de diciembre de 2008 | Fecha 4 - 7 de diciembre de 2008 |
| Fecha                            | Equipo local                     | Resultado                        | Equipo visitante                 |
| -------------------------------- | -------------------------------- | -------------------------------- | -------------------------------- |
| 7 de diciembre                   | Tolima                           | 2 - 1                            | Atlético Nacional                |
| 7 de diciembre                   | Medellín                         | 1 - 0                            | La Equidad                       |

| Fecha 5 - 10 de diciembre de 2008 | Fecha 5 - 10 de diciembre de 2008 | Fecha 5 - 10 de diciembre de 2008 | Fecha 5 - 10 de diciembre de 2008 |
| Fecha                             | Equipo local                      | Resultado                         | Equipo visitante                  |
| --------------------------------- | --------------------------------- | --------------------------------- | --------------------------------- |
| 10 de diciembre                   | Medellín                          | 0 - 0                             | Atlético Nacional                 |
| 10 de diciembre                   | La Equidad                        | 3 - 1                             | Tolima                            |

| Fecha 6 - 14 de diciembre de 2008 | Fecha 6 - 14 de diciembre de 2008 | Fecha 6 - 14 de diciembre de 2008 | Fecha 6 - 14 de diciembre de 2008 |
| Fecha                             | Equipo local                      | Resultado                         | Equipo visitante                  |
| --------------------------------- | --------------------------------- | --------------------------------- | --------------------------------- |
| 14 de diciembre                   | Tolima                            | 4 - 1                             | Medellín                          |
| 14 de diciembre                   | Atlético Nacional                 | 1 - 4                             | La Equidad                        |

### Grupo B
| R   | Pos | Equipo            | Pts | PJ | PG | PE | PP | GF | GC | Dif |
| --- | --- | ----------------- | --- | -- | -- | -- | -- | -- | -- | --- |
| (4) | 1.  | América de Cali   | 11  | 6  | 3  | 2  | 1  | 10 | 6  | 4   |
| (6) | 2.  | Deportivo Pereira | 9   | 6  | 3  | 0  | 3  | 9  | 13 | -4  |
| (2) | 3.  | Junior            | 7   | 6  | 2  | 1  | 3  | 9  | 8  | 1   |
| (8) | 4.  | Deportivo Cali    | 7   | 6  | 2  | 1  | 3  | 8  | 9  | -1  |

 R=Clasificación en la fase de todos contra todos; Pts=Puntos; PJ=Partidos jugados; G=Partidos ganados; E=Partidos empatados; P=Partidos perdidos; GF=Goles a favor; GC=Goles en contra; DIF=Diferencia de gol
| Fecha 1 - 22 y 23 de noviembre de 2008 | Fecha 1 - 22 y 23 de noviembre de 2008 | Fecha 1 - 22 y 23 de noviembre de 2008 | Fecha 1 - 22 y 23 de noviembre de 2008 |
| Fecha                                  | Equipo local                           | Resultado                              | Equipo visitante                       |
| -------------------------------------- | -------------------------------------- | -------------------------------------- | -------------------------------------- |
| 22 de noviembre                        | Junior                                 | 2 - 0                                  | Deportivo Cali                         |
| 23 de noviembre                        | América de Cali                        | 3 - 0                                  | Pereira                                |

| Fecha 2 - 26 de noviembre de 2008 | Fecha 2 - 26 de noviembre de 2008 | Fecha 2 - 26 de noviembre de 2008 | Fecha 2 - 26 de noviembre de 2008 |
| Fecha                             | Equipo local                      | Resultado                         | Equipo visitante                  |
| --------------------------------- | --------------------------------- | --------------------------------- | --------------------------------- |
| 26 de noviembre                   | Deportivo Cali                    | 2 - 2                             | América de Cali                   |
| 26 de noviembre                   | Pereira                           | 3 - 2                             | Junior                            |

| Fecha 3 - 29 de noviembre de 2008 | Fecha 3 - 29 de noviembre de 2008 | Fecha 3 - 29 de noviembre de 2008 | Fecha 3 - 29 de noviembre de 2008 |
| Fecha                             | Equipo local                      | Resultado                         | Equipo visitante                  |
| --------------------------------- | --------------------------------- | --------------------------------- | --------------------------------- |
| 29 de noviembre                   | Deportivo Cali                    | 3 - 0                             | Pereira                           |
| 29 de noviembre                   | Junior                            | 1 - 1                             | América de Cali                   |

| Fecha 4 - 7 de diciembre de 2008 | Fecha 4 - 7 de diciembre de 2008 | Fecha 4 - 7 de diciembre de 2008 | Fecha 4 - 7 de diciembre de 2008 |
| Fecha                            | Equipo local                     | Resultado                        | Equipo visitante                 |
| -------------------------------- | -------------------------------- | -------------------------------- | -------------------------------- |
| 7 de diciembre                   | Pereira                          | 3 - 1                            | Deportivo Cali                   |
| 7 de diciembre                   | América de Cali                  | 2 - 0                            | Junior                           |

| Fecha 5 - 10 de diciembre de 2008 | Fecha 5 - 10 de diciembre de 2008 | Fecha 5 - 10 de diciembre de 2008 | Fecha 5 - 10 de diciembre de 2008 |
| Fecha                             | Equipo local                      | Resultado                         | Equipo visitante                  |
| --------------------------------- | --------------------------------- | --------------------------------- | --------------------------------- |
| 10 de diciembre                   | Junior                            | 3 - 0                             | Pereira                           |
| 10 de diciembre                   | América de Cali                   | 1 - 0                             | Deportivo Cali                    |

| Fecha 6 - 14 de diciembre de 2008 | Fecha 6 - 14 de diciembre de 2008 | Fecha 6 - 14 de diciembre de 2008 | Fecha 6 - 14 de diciembre de 2008 |
| Fecha                             | Equipo local                      | Resultado                         | Equipo visitante                  |
| --------------------------------- | --------------------------------- | --------------------------------- | --------------------------------- |
| 14 de diciembre                   | Deportivo Cali                    | 2 - 1                             | Junior                            |
| 14 de diciembre                   | Pereira                           | 3 - 1                             | América de Cali                   |

## Final
| Fecha                                                     | Estadio           | Equipo local           | Resultado | Equipo visitante       |
| --------------------------------------------------------- | ----------------- | ---------------------- | --------- | ---------------------- |
| 17 de diciembre                                           | Atanasio Girardot | Independiente Medellín | 0 - 1     | América de Cali        |
| 21 de diciembre                                           | Pascual Guerrero  | América de Cali        | 3 - 1     | Independiente Medellín |
| América de Cali es el campeón por marcador global de 4-1. |                   |                        |           |                        |

|                                      |
| Bandera de Colombia                  |
| Campeón América de Cali 13.er título |

## Goleadores
| Jugador                | Equipo            | Goles |
| ---------------------- | ----------------- | ----- |
| Freddy Montero         | Deportivo Cali    | 16    |
| Carlos Darwin Quintero | Deportivo Pereira | 13    |
| Adrián Ramos           | América de Cali   | 12    |
| Teófilo Gutiérrez      | Junior            | 11    |
| Milton Rodríguez       | Millonarios       | 11    |

## Cambios de categoría
| Ascendido a la Primera A | Descendido a la Primera B |
| ------------------------ | ------------------------- |
| Real Cartagena           | Atlético Bucaramanga      |